# الیری
الیری (به فرانسوی: Allerey) یک کمون در فرانسه است که در Canton of Arnay-le-Duc واقع شده‌است.

## خصوصیات
الیری ۱۸٫۹۹ کیلومترمربع مساحت و ۱۶۹ نفر جمعیت دارد.